# Sanna (Inn)
De Sanna is een ongeveer acht kilometer lange linkerzijrivier van de Inn, in de Oostenrijkse deelstaat Tirol. De Sanna is een samenvloeiing van de Rosanna, die vanaf de Arlberg door het Stanzertal stroomt, en de Trisanna, die vanuit de Silvretta door het Paznauntal stroomt. Deze twee rivieren vloeien ten zuidoosten van Landeck samen, waarna de Sanna bij Landeck uitmondt in de Inn.
De Sanna is een gletsjerrivier die een groot verval kent. De waterstand is sterk afhankelijk van het smeltwater vanuit de bergen in mei en juni. Ook langdurige regenval beïnvloedt de waterstand sterk. Vanwege de grote wisselingen in golven en waterstromen is de rivier geliefd bij rafters en kajakkers en de moeilijkheidsgraad is ook beduidend hoger dan die van de Inn. In 1996 werd het wereldkampioenschap kanovaren op de Sanna gehouden. Langs de Sanna liggen de drie plaatsen Landeck, Grins en Pians.
In de rivier ligt een waterkrachtcentrale met een verval van 105 meter en een opwek van 20MW, die jaarlijks 83GWh aan elektriciteit opwekt.
- Virtual International Authority File: 4265152080596307230003